# Bidwell-Sacramento River State Park
Die Bidwell-Sacramento River State Park ist ein kalifornischer State Park in den Counties Butte und Glenn. Der rund 141 Hektar große Park verläuft entlang der Ufer des Sacramento River und schützt einen kleinen Teil der ursprünglichen Flusslandschaft im nördlichen kalifornischen Längstal.

## Geschichte
Die Gegend des heutigen State Parks wurde ursprünglich von den nordwestlichen Maidu besiedelt, deren Stammesgebiet sich vom Sacramento River bis zu den Ausläufern der südlichen Kaskadenkette erstreckte. Die Bezeichnung „Indian Fishery“ für ein Areal am Oxbow Lake, einem ehemaligen Flussarm des Sacramento River, deutet noch heute auf ein von den Maidu errichtetes Fischwehr hin. Im Jahr 1849 kaufte John Bidwell, späterer Gründer der Stadt Chico, den Rancho del Arroyo Chico östlich des Sacramento River. Ein Teil des heutigen State Parks gehört zu diesem Gebiet, das Bidwell vor allem landwirtschaftlich nutzte. Als John Bidwell im Jahr 1900 starb, fielen die Ländereien an seine Witwe Annie Bidwell (1839–1918). Diese übertrug acht Jahre nach dem Tod ihres Mannes einen Teil der entlang des Sacramento River verlaufenden Gebiete an den Staat Kalifornien, um zum einen die Abzweigung von Wasser für private Zwecke zu verhindern und zum anderen, um die natürliche Schönheit der Flusslandschaft zu erhalten.

## Flora und Fauna
Die Flusslandschaft des Parks ist von Kalifornischen Weiß-Eichen (Quercus lobata), Weiden (Salix), Weiß-Erlen (Alnus rhombifolia) und Frémont-Pappeln (Populus fremontii)  geprägt. Im Uferbereich stehen Gehölze wie der Westliche Knopfbusch (Cephalanthus occidentalis) oder die wilde Brombeere (Rubus). Zu den zahlreichen Vogelarten, die im Bidwell-Sacramento River State Park heimisch sind, gehören der in seinem Bestand bedrohte Gelbschnabelkuckuck (Coccyzus americanus), aber auch weniger seltene Arten wie die Texasnachtschwalbe (Chordeiles acutipennis), der Präriebussard (Buteo swainsoni), der Fischadler (Pandion haliaetus), sowie verschiedene Reiher (Ardeidae). Darüber hinaus ist im Bidwell-Sacramento River State Park auch die auf der Roten Liste gefährdeter Arten befindliche Pazifische Sumpfschildkröte (Actinemys marmorata) beheimatet.

## Heutige Nutzung
Für Angler und Wochenendausflügler besteht im Bidwell-Sacramento River State Park an insgesamt vier Stellen Zugang zum Sacramento River:
- Irvine Finch River Access, der am nördlichsten gelegene Zugang auf der westlichen Seite des Flusses am Rande der California State Route 32
- Pine Creek Landing, Bootsanlegestelle auf der östlichen Seite des Sacramento River
- Indian Fishery, am Rande des Oxbow Lake, mit einem Naturlehrpfad
- Big Chico Creek, auf der östlichen Flussseite, von Chico aus umgeben von Mandelhainen, benannt nach dem Big Chico Creek, einem der Zuflüsse des Sacramento River

Diese Zugänge werden – vor allem an Wochenenden – von zahlreichen Bewohnern Chicos und umliegender Orte genutzt. Angler fischen nach Küsten-Regenbogenforellen („Steelhead trout“), Lachsen, Stören und „Shads“, kleineren Fischen aus einer Unterfamilie der Heringe. Studenten der California State University, Chico lassen sich während der für diese Region Kaliforniens typischen heißen Sommer beim „Tubing“ auf den Schläuchen von Autoreifen den Fluss heruntertreiben.

## Galerie

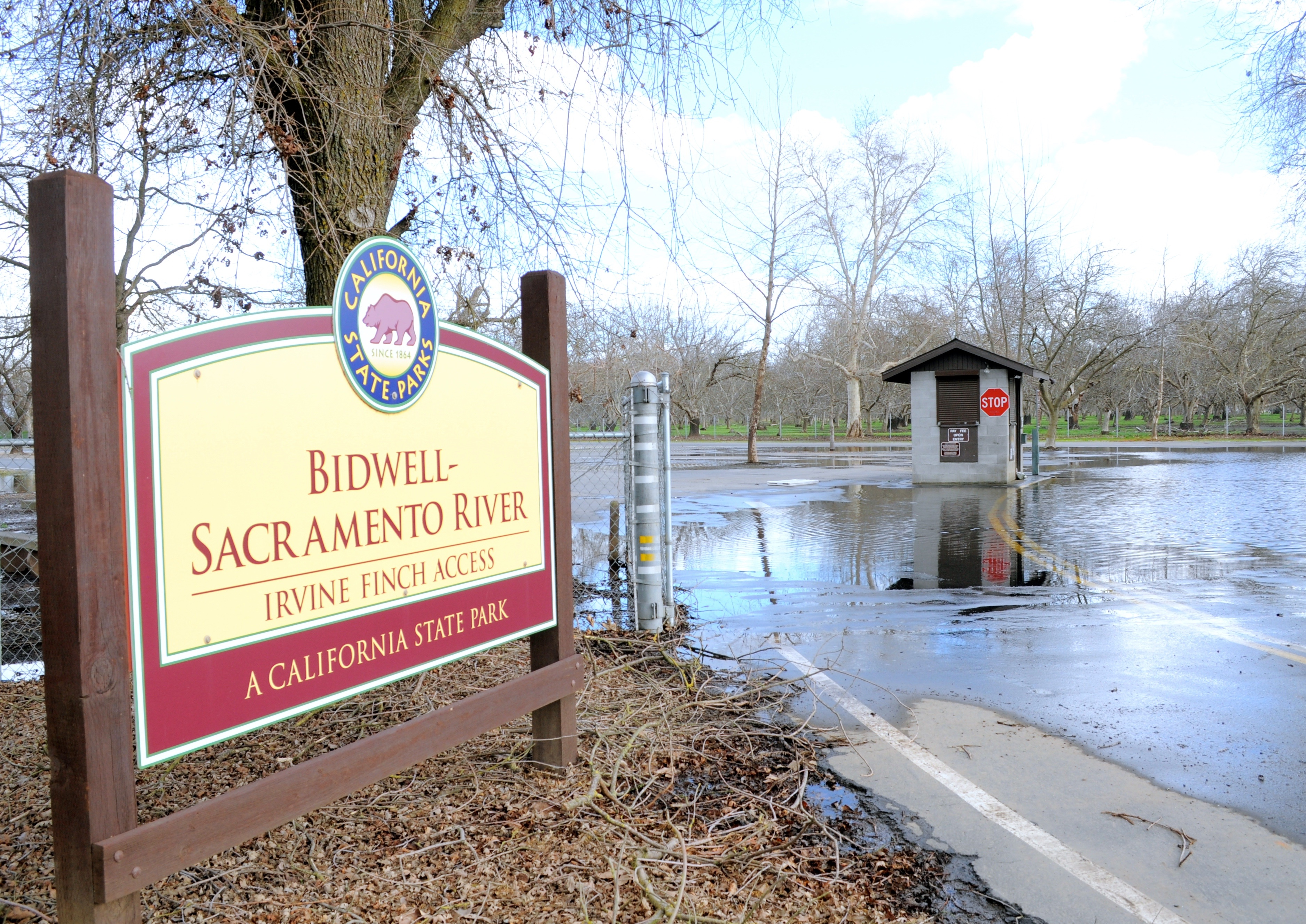
Zufahrt zum Parkplatz „Irvine Finch River Access“ am Rande der California State Route 32
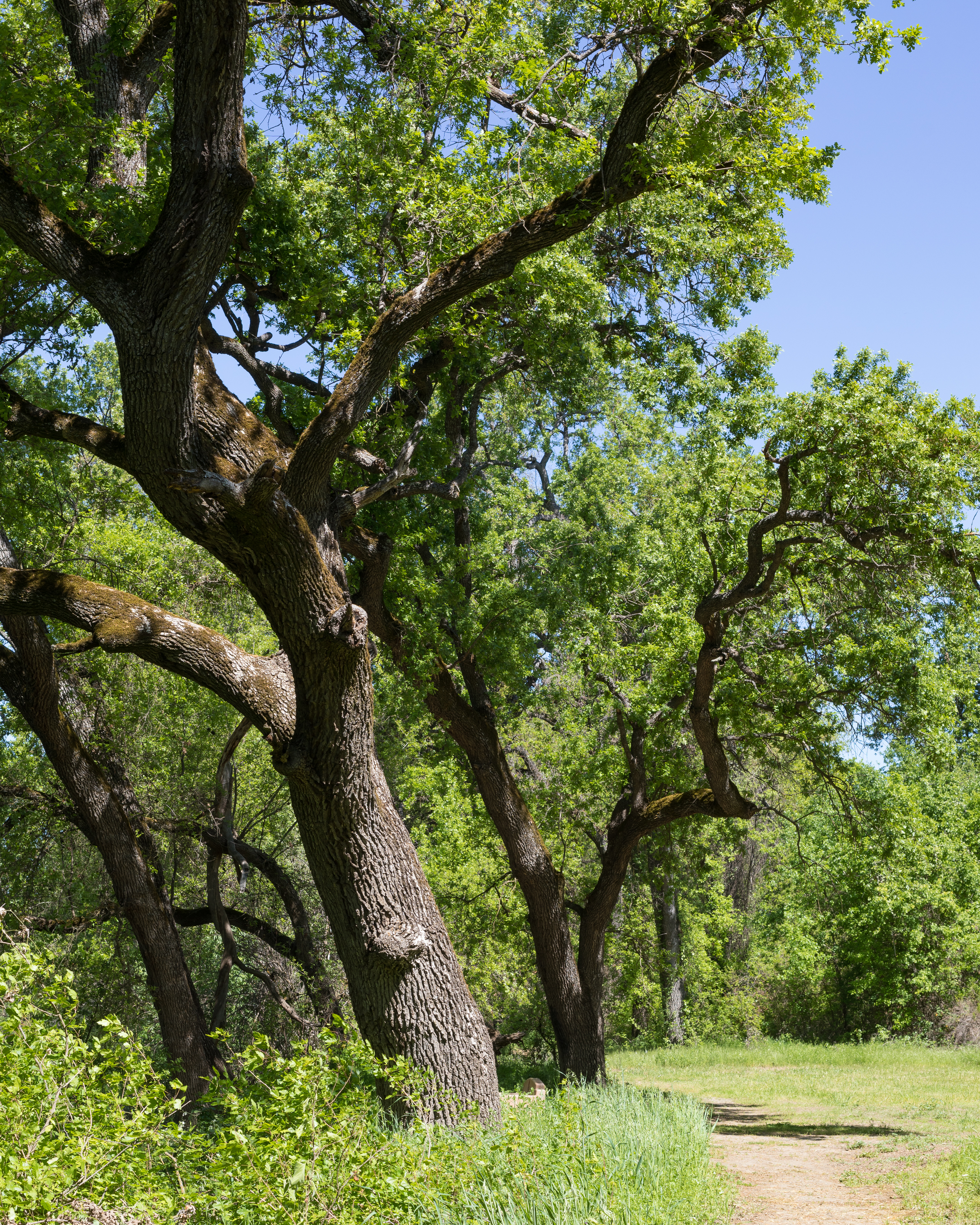
Kalifornische Weiß-Eichen säumen den Naturlehrpfad im Areal „Indian Fishery“
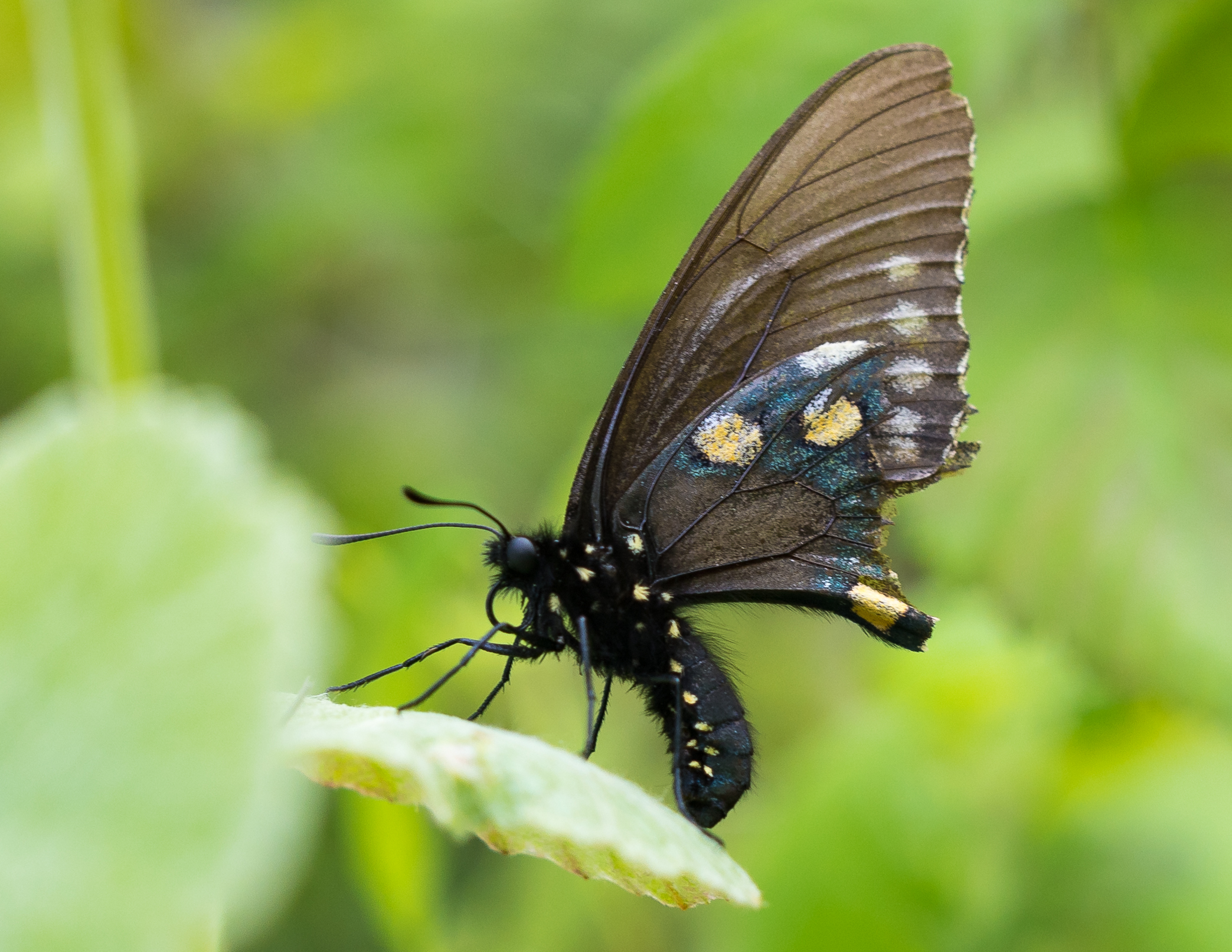
Battus philenor hirsuta, ein Schmetterling aus der Familie der Ritterfalter, im Uferbereich des Oxbow Lake
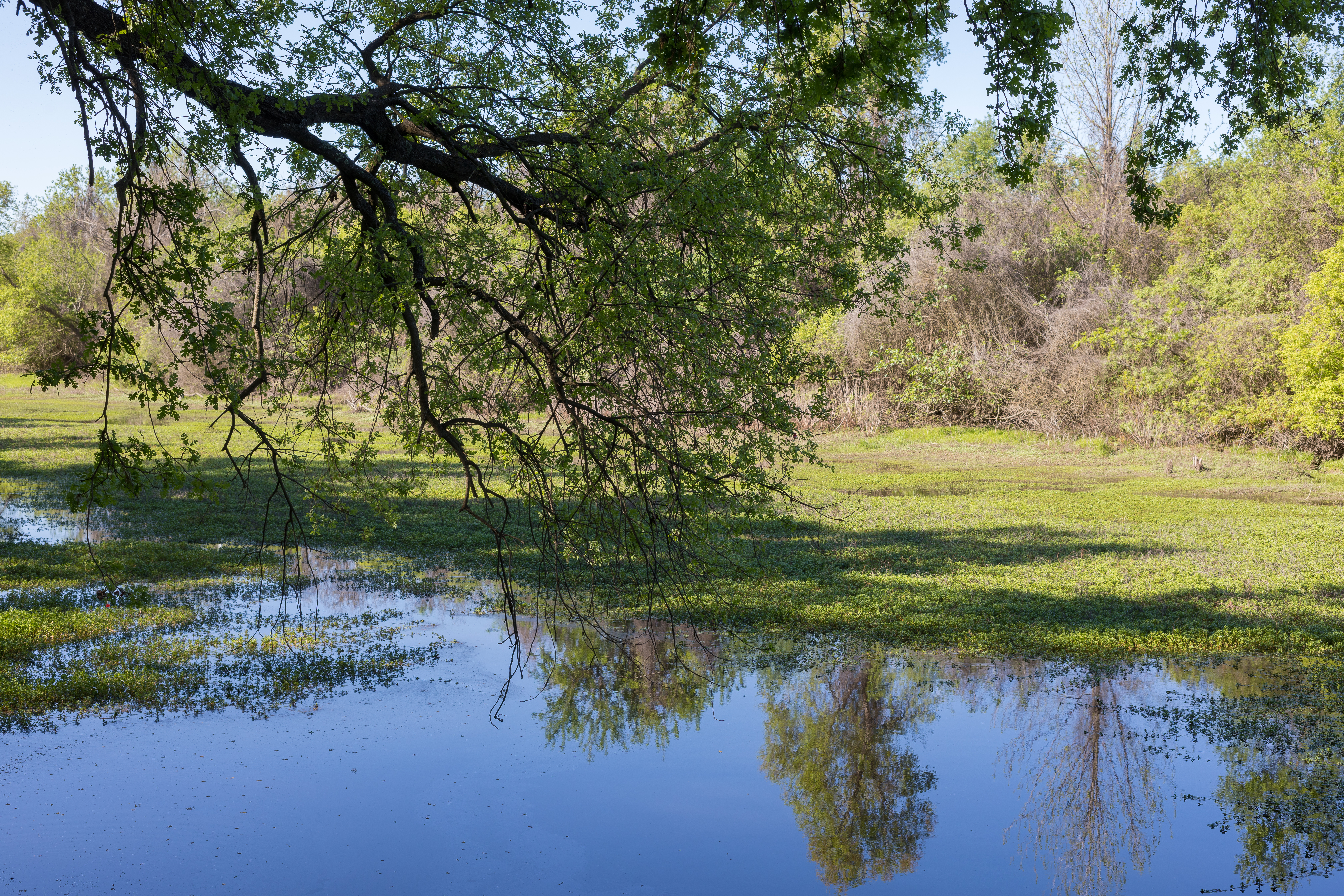
Oxbow Lake, ein abgeschnittener Flussarm des Sacramento River
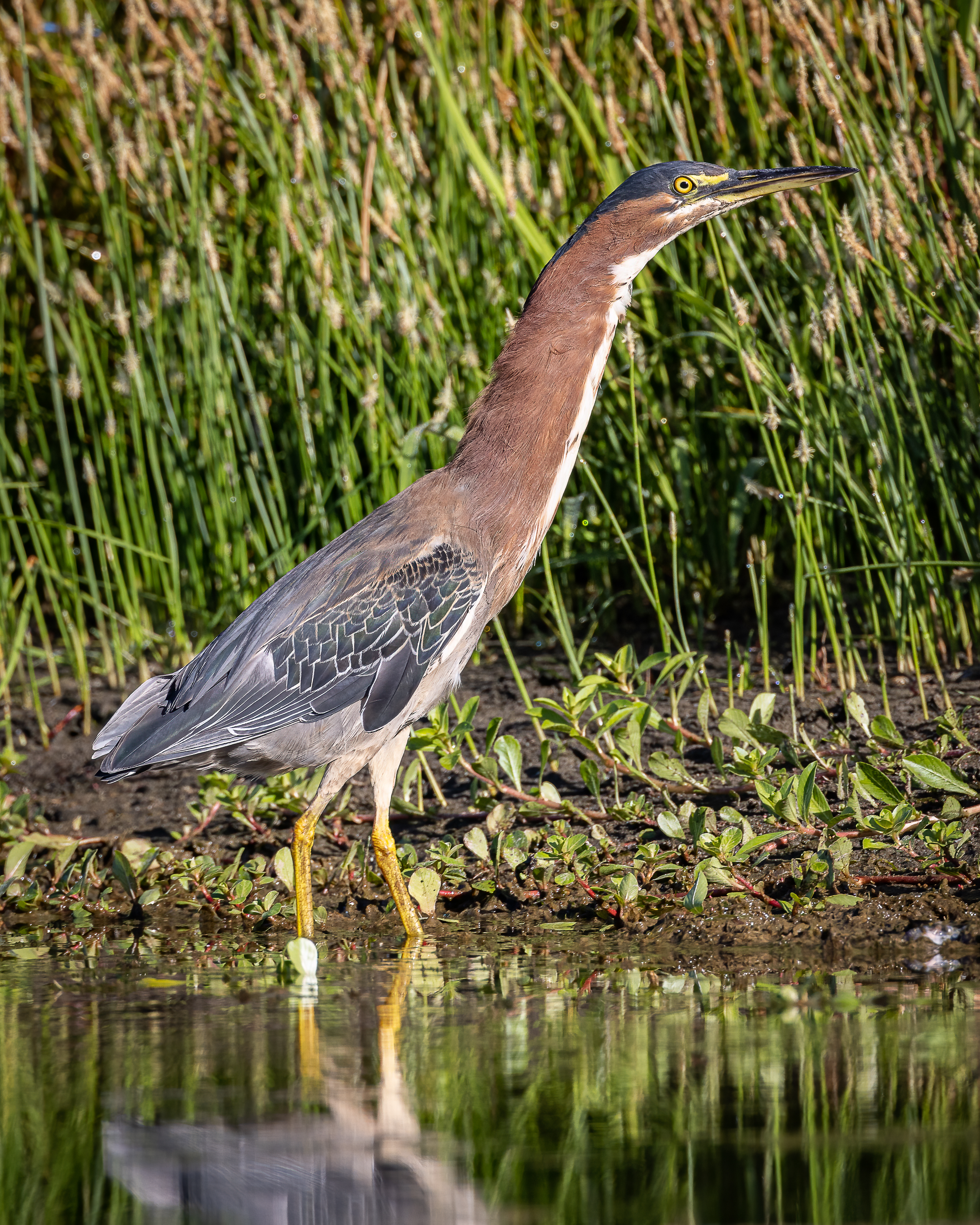
Grünreiher (Butorides virescens) am Zusammenfluss von Pine Creek und Sacramento River
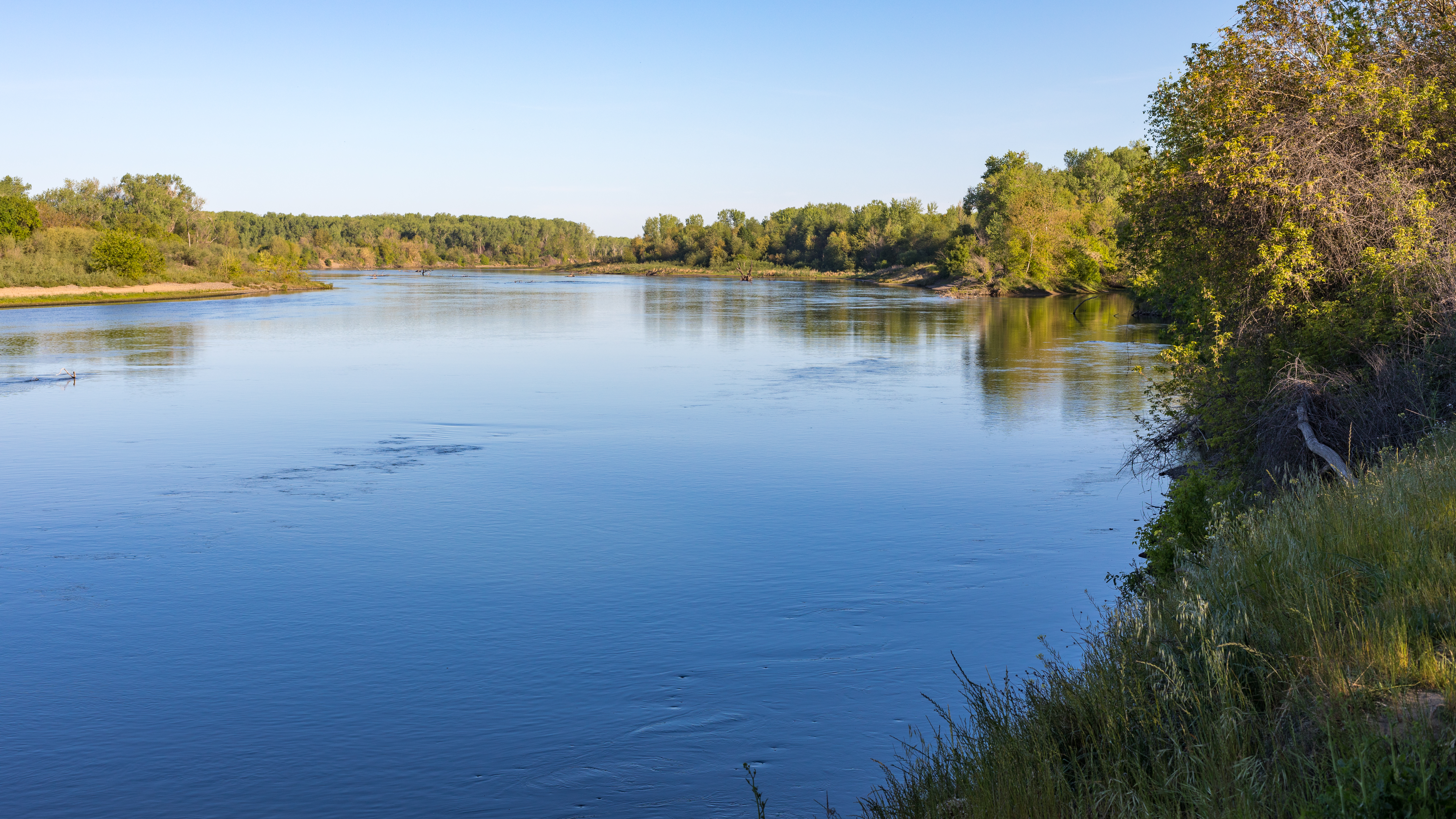
Blick auf den Sacramento River